# Jari Niemi
Jari Niemi (født 2. februar 1977 i Nokia, Finland) er en finsk tidligere fodboldspiller (midtbane/angriber).
Niemi spillede 23 kampe og scorede tre mål for Finlands landshold, som han debuterede for 31. januar 2000 i en venskabskamp mod Færøerne.

## Titler
Veikkausliiga
- 1994 med TPV
- 1998 og 1999 med Haka
- 2001, 2006 og 2007 med Tampere United

Suomen Cup
- 2007 med Tampere United